# Operazione Source
L'operazione Source venne messa in atto dagli Alleati il 20 settembre 1943 per affondare o rendere inutilizzabile la nave da battaglia tedesca Tirpitz, l'incrociatore da battaglia Scharnhorst e l'incrociatore Lützow.

## Premesse
Per l'inizio del 1943 lo scontro tra convogli alleati e forze aeronavali tedesche iniziò a spostarsi a favore dei primi: scorte più numerose e nuovi strumenti di lotta anti-sommergibili, unitamente al sempre più frequente appoggio aereo dato dai velivoli imbarcati sulle portaerei di scorta o dai bombardieri a lungo raggio fecero crollare sensibilmente le perdite che gli U-Boot erano in grado di infliggere; nei primi due mesi del 1943 ben 59 mercantili dei convogli JW 51, JW 52 e JW 53 riuscirono a raggiungere i porti sovietici al prezzo di soli quattro mercantili affondati, anche se a metà marzo il comando britannico sospese ulteriori invii dopo che la ricognizione segnalò il concentramento a Narvik di una potente squadra di superficie tedesca con la Tirpitz, lo Scharnhorst e il Lützow. A corto di bersagli, la Kriegsmarine organizzò per i primi di agosto l'operazione Wunderland II, inviando nuovamente un gruppo di U-Boot nel mare di Kara: in attacchi con siluri e mine quattro sommergibili affondarono altrettanti cargo sovietici, un risultato al di sotto delle aspettative.

## L'attacco
Gli Alleati successivamente cercarono in vari modi di mettere fuori gioco la Tirpitz, denominata dai norvegesi "La regina solitaria del Nord" ("Den ensomme Nordens Dronning"), che costituiva una costante minaccia ai convogli artici, e la attaccarono nella sua base di Kåfjord, nei pressi di Alta nell'estremo nord della Norvegia; l'operazione Source lanciata il 20 settembre 1943 venne condotta da sei sommergibili tascabili Classe X ed aveva come bersaglio oltre alla Tirpitz anche la Scharnhost e la Lutzow, da attaccare con cariche esplosive poste a contatto subacqueo; solo la Tirpitz venne raggiunta ed attaccata da due sottomarini sui tre ad essa destinati, HMS X6 e X7, mentre l'X5 venne colpito durante l'avvicinamento; la nave imbarcò 1400 t di acqua restando apparentemente operativa; in realtà la nave non poté muoversi fino all'aprile 1944 per i gravissimi danni e non effettuò più missioni di guerra fino al suo affondamento. Due altri minisub, HMS X9 e X10, mossero verso gli ormeggi dello Scharnhost ma non lo trovarono agli ormeggi ed abbandonarono l'operazione; l'X 10 tornò al sottomarino madre con problemi meccanici. L'ultimo cercò di attaccare il Lutzow ma incontrò seri problemi con le sue cariche di demolizione e le lanciò prematuramente, ma detonarono danneggiando irrimediabilmente il battello che dovette essere abbandonato. I comandanti dell'X 6 e dell X 7 vennero insigniti della Victoria Cross.